# استالینگراد (فیلم ۱۹۸۹)
«استالینگراد» (انگلیسی: Stalingrad (1989 film)) یک فیلم است که در سال ۱۹۹۰ منتشر شد. از بازیگران آن می‌توان به پاورز بوث اشاره کرد.